# Mato Leitão
Mato Leitão é uma cidade de Estado do Rio Grande do Sul. 
O município se estende por 45,9 km² e contava com 4 859 habitantes no censo de 2022. A densidade demográfica é de 98,4 habitantes por km² no território do município. 
A indústria puxa a economia do município, com participação de 45,2%, seguida do setor primário (41,3%), comércio (9,45%) e serviços (4,04%). As principais culturas agrícolas são suínos, leite, aves, milho e soja.

## Câmara de vereadores[8]
| Nome                           | Partido |
| ------------------------------ | ------- |
| Volnei André Hochscheidt       | PP      |
| Clair Bernardete Sell Konrad   | PP      |
| Osmar Renê Bick                | PSDB    |
| Emerson Luis Kirch             | PSDB    |
| Rony Stöhr                     | PSDB    |
| Marcela Machry Eggers          | PDT     |
| José Eliseu Rodrigues da Silva | PDT     |
| Gustavo Kist Maldaner          | MDB     |
| Luciano André Vargas           | MDB     |